# Mirabela
Mirabela este un oraș în Minas Gerais (MG), Brazilia.